# Sylvie et Bruno
Sylvie et Bruno est un roman écrit à partir de 1867 par Lewis Carroll. Roman dans lequel il explore à peu près toutes les combinaisons d'humour et de nonsense tout en traitant de ses thèmes favoris : la logique et ses paradoxes, l'écart entre signifiants et signifiés.
Sylvie et Bruno est le troisième et dernier roman de Lewis Carroll, publié en deux volumes :
- Sylvie & Bruno en 1889 ;
- Sylvie & Bruno Concluded en 1893.

Deux histoires se croisent : l'une centrée sur les fantasmes de l'enfance et l'autre sur les intrigues amoureuses ou politiques. Les situations et les événements s'enchaînent dans de nombreux procédés d'une grande originalité : parcours du temps vers le passé, pièges logiques, inventions farfelues minutieusement décrites (baignoire pour prendre les bains debout, bottes pour temps horizontal, etc.)
Raymond Queneau cite cette œuvre dans un essai de 1971, De quelques langages animaux imaginaires et notamment du langage chien dans Sylvie et Bruno.
Une traduction en français par Fanny Deleuze a paru aux Éditions du Seuil en 1972 avec une préface de Jean Gattégno qui fait référence à une étude de Gilles Deleuze dans sa Logique du sens (1969). Pierre Leyris l'a également traduit en 1982.